# قلعه قاضی (روستا)
 قلعه قاضی  به عربی ( قلعة الَقاضی )، روستایی است در دهستان حجح از توابع استان مأرب در کشور یمن در شبه جزیره عربستان.

## جمعیت
جمعیت آن ( ۹۰) نفر (۱۰ خانوار) می‌باشد.